# 山代政一
山代 政一（やましろ まさかず、1980年9月18日 - ）は、日本のイラストレーター、デザイナー。京都府出身。
CGを駆使しつつ手描きの趣を感じさせる精緻な作風、「暗清色」を配した透明感ある色使いが特徴。
自身の作品制作の他、ミュージシャンのCDジャケットデザインや書籍イラスト、舞台宣伝美術をはじめ各種広告ビジュアル、企業ロゴなどのデザインも手がけている。

## 主な作品
- 小柳ゆき CDジャケットデザイン
- Dr.Cream ジャケットイラスト
- 競馬の終わり (集英社文庫) 表紙イラスト
- Musio I／Ⅱ (AKA) 表紙イラスト
- 傀儡のマトリョーシカ Her Nesting Dolls（講談社ラノベ文庫） 表紙イラスト
- NHKその時歴史が動いた傑作DVDマガジン 戦国時代編（講談社） 見開きイラスト
- 劇団アマヤドリ宣伝美術
- 舞台「艶漢」宣伝美術
- 『家庭教師ヒットマンREBORN!』the STAGE 宣伝美術

## 主な活動
2010年
- 講談社Birthイラスト部門（日）

2011年
- 新宿伊勢丹 HAPPY POSTCARD出展（日）

- ILLUSTRATORS 2011 出展（日）

2012年
- Illustrators 54（米）
- Neo japonism in Tahiti ART LABO V 2012（日）
- Square Graphic Exhibition 2012（日）
- The Omnia Scroll Exihibition 2012（英）
- Celest Prize 2012 curator’s selected（伊）
- LAZAGNE MAGAZINE ISSUE #1（伊）
- PIECE CREATOR（日）

2013年
- 第18回 日本の美術～全国選抜作家展～（日）
- Neo japonism in Wien 2013（墺）
- METRO ART vol.22（日）
- ACT+ISM（日）
- SCOPE ART SHOW（米）
- COLORS TO GO（台）

2014年
- Asia Contemporary Art Show Hong Kong 2014（中）
- POSTCARD LABORATORY@渋谷ヒカリエ（日）
- ISOLE CONTEMPORANEE（伊）

2015年
- Tokyo International Art Fair（日）
- ARTEINRETE”MILAN CONTEMPORARY”（伊）

2019年
- メルセデス・ベンツ 三井アウトレットパーク木更津 1周年イベントタイアップ特別展（日）[1][2]

2021年
- SCARLET NEXUS　エネミーデザイン/コンセプトデザイン/タイトルロゴデザイン